# Пам'ятник Кирпоносу (Київ)

Колишній пам'ятник Кирпоносу

50°27′46″ пн. ш. 30°24′41″ сх. д. / 50.46288° пн. ш. 30.41149° сх. д.
Пам'ятник Михайлу Кирпоносу — колишній радянський пам'ятник що стояв у Києві в 1973—2023 роках. Був встановлений на честь Михайла Кирпоноса, більшовицького діяча, радянського воєначальника, учасника війни проти Української Народної Республіки, одного з організаторів більшовицьких диверсійних загонів на Чернігівщині, командира дивізії під час радянської війни проти Фінляндії 1939—1940 років, командувача Південно-Західним фронтом СРСР у Другій світовій війні, кандидата у члени ЦК ВКП(б).

## Історія
Пам'ятник було встановлено у 1973 у сквері по вулиці Кирпоноса нині Вулиця Всеволода Петріва у місцевості Нивки, Дехтярі Шевченківському районі міста Києва.
Авторами були скульптор Галина Кальченко та архітектор Анатолій Ігнащенко.
Пам'ятник був одним із 69 об'єктів, які мали бути демонтовані відповідно до рішення Київради від 13 липня 2023 року в рамках деколонізації, що розпочалася після широкомасштабного російського вторгнення в Україну у лютому 2022 року. Пам'ятник було знесено разом з постаментом наприкінці жовтня 2023 р.

## Опис
Висота погруддя була 0,6 м, постамент був заввишки 3,5 м.
Гранітне погруддя було встановлене на високому чотиригранному постамент, виконаному з сірого граніту, технікою дрібної бучарди, безпосередньо на землі. Хоча загалом пам'ятник було оздоблено просто, композиція його відрізнялася динамічністю, завдяки різкому повороту голови, асиметричному зрізу плеча, контрастному протиставленню фактури грубо обробленого п'єдесталу з реалістичною, детально модельованою пластикою голови. Був розрахований як на фронтальний, так і на круговий огляд. У нижній частині п'єдесталу був висічений анотаційний напис.